# Leviatano

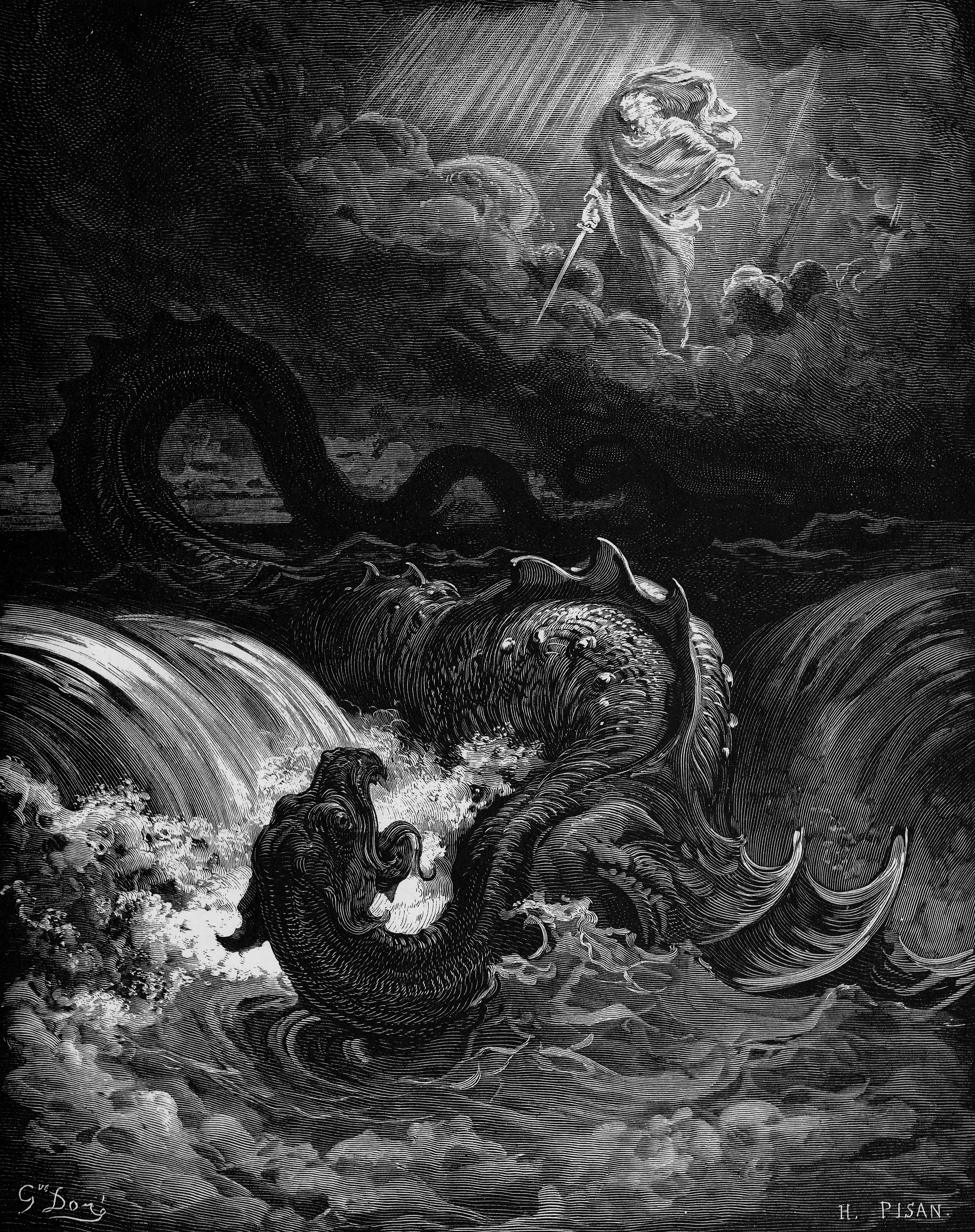
La distruzione del Leviatano di Gustave Doré (1865)

Il Leviatano (לִוְיָתָן‎, Līvəyāṯān, in ebraico tiberiense anche liwyāṯān, sempre col senso di "contorto, malvagio, avvolto") è una creatura con la forma di un serpente marino, nota sia nella teologia che nella mitologia. È citato in diversi libri della Bibbia ebraica, inclusi i Salmi, il Libro di Giobbe, il Libro di Isaia e il Libro di Amos; è menzionato anche nel Libro di Enoch. Il Leviatano è un'incarnazione del caos in forma di drago demoniaco che spesso minaccia di mangiare i dannati dopo la vita ma alla fine viene annientato. I teologi cristiani identificarono il Leviatano col demone del peccato mortale dell'invidia. Secondo il diagramma ofita, il Leviatano incapsula lo spazio del mondo materiale.
Il Leviatano del Libro di Giobbe è un riflesso del più antico cananeo Lotan, un mostro primordiale sconfitto dal dio Baal Hadad. Paralleli al ruolo di Tiamat, dea mesopotamica, sconfitta da Marduk, sono stati a lungo paragonati, nella mitologia comparata come nella narrazione di draghi, i serpenti, o Indra che uccide Vṛtra, o Thor che uccide Jörmungandr. Il Leviatano figura, nella Bibbia ebraica, come metafora di un potente nemico, in particolare Babilonia (Isaia 27:1). Alcuni studiosi del XIX secolo lo interpretarono pragmaticamente come riferito a grandi creature acquatiche, come il coccodrillo. La parola in séguito venne usata come termine per la "grande balena" e per i mostri marini in generale.

## Etimologia e origini

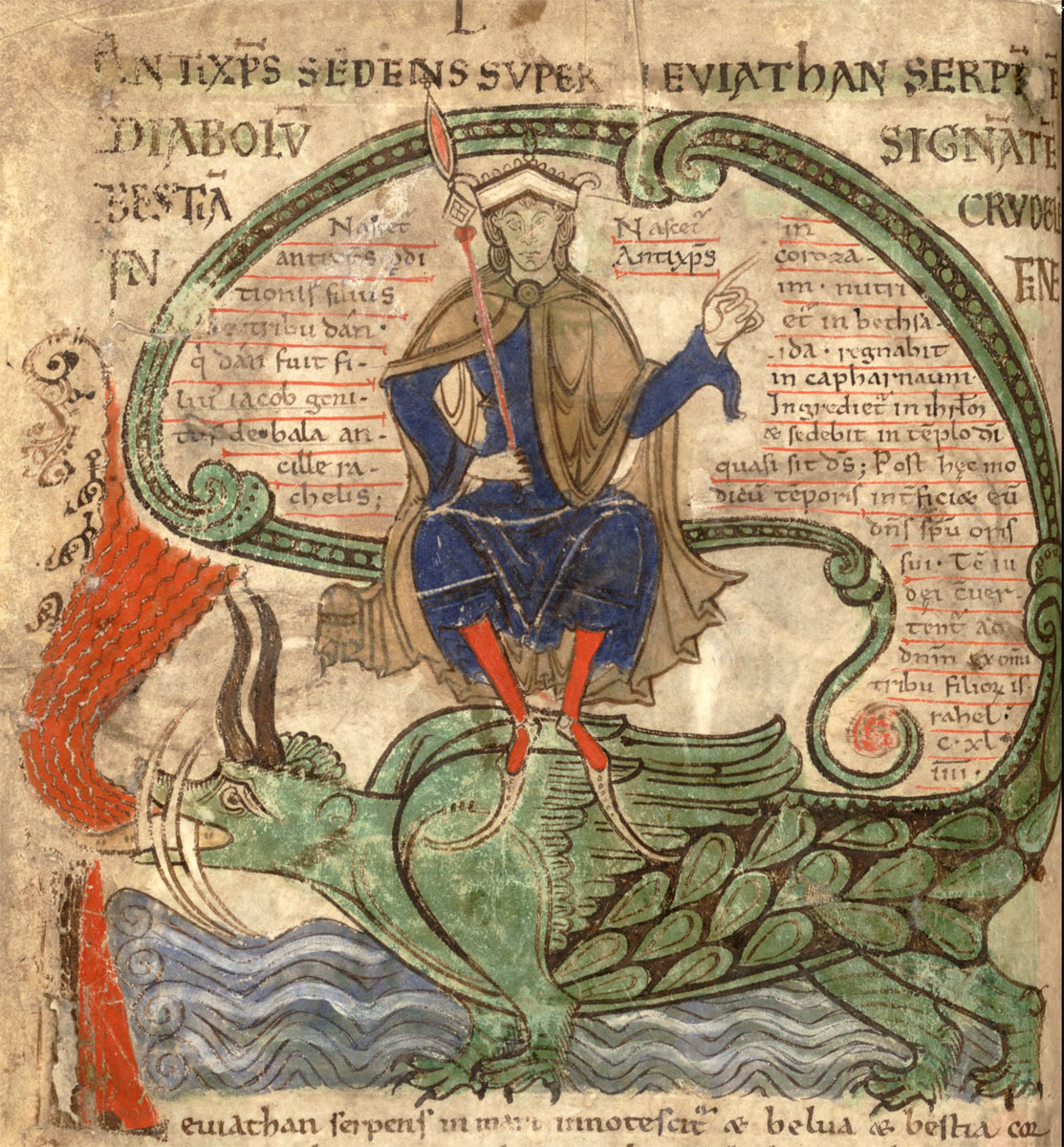
Anticristo sul Leviatano, Liber floridus, 1120

Wilhelm Gesenius (tra gli altri) sostenne che il nome לִוְיָתָן‎ sia derivato dalla radice לוה‎ LVH "per fili; per unire", con un suffisso aggettivale ן-‎ ָ, per un significato letterale di "inghirlandato, attorcigliato in pieghe". Altri filologi, incluso Leskien, lo consideravano una parola di origine straniera. Una terza scuola lo considera come nome proprio. Bauer propose come significato di לוית+תן, per "corona di serpente".
Sia il nome che la figura mitologica sono una diretta continuazione del mostro marino ugaritico Lôtān, uno dei servitori del dio del mare Yammu sconfitto da Hadad nel Ciclo di Baal. Il racconto ugaritico presenta però delle lacune, rendendo poco chiaro se alcune frasi descrivano lui o altri mostri a disposizione di Yammu come il biblico Tunannu. La maggior parte degli studiosi concorda nel descrivere Lôtān come "il serpente fuggitivo" (bṯn brḥ) ma potrebbe essere "il serpente che si dimena" (bṯn ʿqltn) o "il possente con sette teste" (šlyṭ d .šbʿt rašm). Il suo ruolo sembra essere stato anticipato dal precedente serpente Têmtum, cui morte per mano di Hadad è raffigurata nei sigilli siriani del XVIII-XVI secolo a.C..
I serpenti marini hanno un posto di rilievo nella mitologia del Vicino Oriente antico. Ad esempio, nel III millennio a.C., l'iconografia sumera racconta del dio Ninurta che vince un serpente a sette teste. Era, inoltre, comune includere un Chaoskampf: una battaglia cosmica tra un mostro marino che rappresenta le forze del caos e un dio creatore o un eroe culturale che impone l'ordine con la forza. Il mito babilonese della creazione descrive la sconfitta da parte di Marduk della dea serpente Tiamat, il cui corpo fu usato per creare i cieli e la terra.

## Origine biblica
Il Leviatano in particolare è menzionato sei volte nel Tanakh, in Giobbe 3:8 e 40:15–41:26, Salmi 74:14 e 104:26 e infine due volte in Isaia 27:1.
Giobbe 41:1–34 è interamente dedicato nella descrizione del Leviatano in dettaglio:  "Ecco, la sua speranza è vana; non sarà forse abbattuto uno alla vista di lui?" Inclusa nella lunga descrizione di Dio della sua indomita creazione, c'è la capacità di sputare fuoco del Leviatano, le sue scaglie impenetrabili e la sua generale indomabilità in Giobbe 41. Nei Salmi 104, Dio è lodato per aver fatto tutte queste cose, incluso il Leviatano, e in Isaia 27:1, è chiamato il "serpente tortuoso", che verrà ucciso nella fine del tempo.
La menzione nella Genesi, in Giobbe e nei Salmi, non descrivono questi mostri come dannosi, ma come creature oceaniche che fanno parte della creazione di Dio.

## Giudaismo

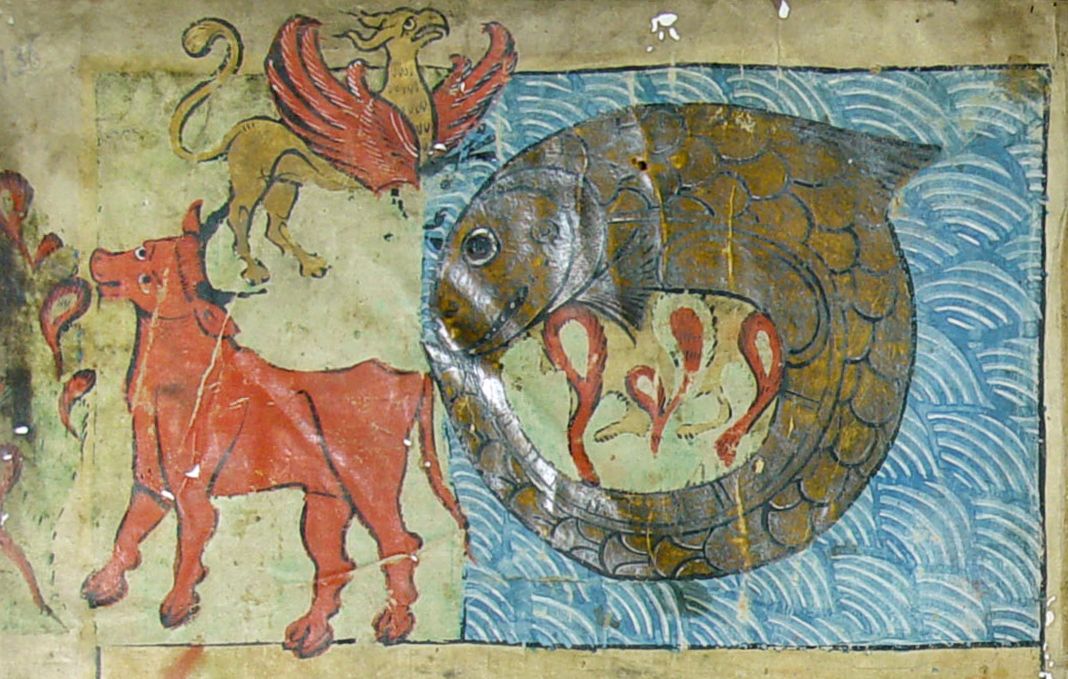
Il Leviatano, mostro marino, con Behemoth il mostro terrestre e Ziz il mostro dell'aria. "E in quel giorno due mostri si separarono, un mostro femmina di nome Leviatano, per dimorare negli abissi dell'oceano sopra le fontane delle acque. Ma il maschio si chiama Behemoth, che occupò con il suo seno un deserto desolato chiamato Dunaydin." (1 Enoch 60:7-8)

Fonti ebraiche successive descrivono il Leviatano come un drago che vive sulle sorgenti del Profondo e che, insieme al mostro terrestre maschio Behemoth, sarà servito ai giusti alla fine dei tempi. Il Libro di Enoch (60:7-9) descrive il Leviatano come un mostro femmina che dimora nell'abisso acquatico (come Tiamat), mentre Behemoth è un mostro maschio che vive nel deserto di Dunaydin ("a est dell'Eden").
Durante la composizione del Midrash ebraico, si sosteneva che Dio originariamente avesse prodotto un leviatano maschio e una femmina, ma per timore che moltiplicando le specie distruggesse il mondo, uccise la femmina, riservando la sua carne per il banchetto che sarà dato ai giusti con l'avvento del Messia. Una descrizione simile appare nel Libro di Enoch (60:24), che descrive come il Behemot e il Leviatano saranno preparati come parte di un pasto escatologico.

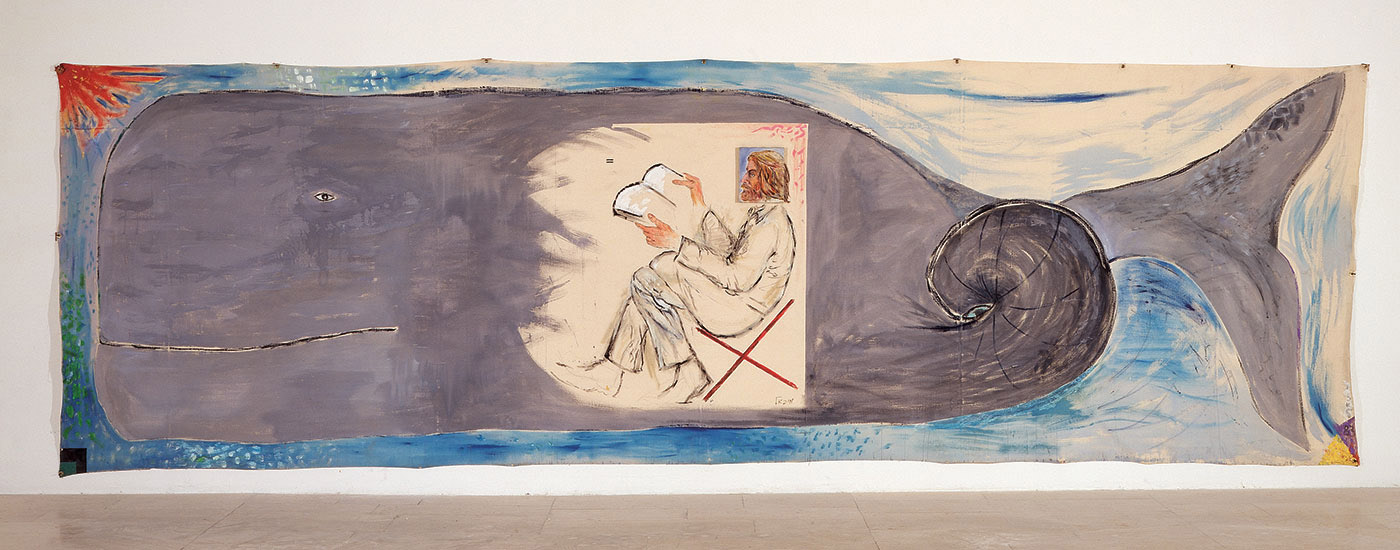
"Leviathan" (1983) un dipinto di Michael Sgan-Cohen, Collezione del Museo d'Israele, Gerusalemme

Il commento di Rashi della Genesi 1:21 dice la seguente:
Nel Talmud Bava Batra 75 è detto che il Leviatano sarà ucciso e la sua carne sarà servita come festa ai giusti nel "Tempo a Venire" e la sua pelle sarà usata per coprire la tenda dove avrà luogo il banchetto. Coloro che non meritano di consumare la sua carne sotto la tenda possono ricevere varie parti del Leviatano, che variano dalle coperture (per i un po' meritevoli) agli amuleti (per i meno meritevoli). La restante pelle del Leviatano sarà stesa sulle mura di Gerusalemme, illuminando così il mondo con il suo splendore. La festa di Sukkot (Festa delle Capanne) si conclude quindi con una preghiera recitata all'uscita dalla sukkah (cabina): "Possa essere la tua volontà, Signore nostro Dio e Dio dei nostri antenati, che proprio come ho adempiuto e dimorato in questa sukkah, così posso meritare nel prossimo anno di dimorare nella sukkah della pelle del Leviatano. L'anno prossimo a Gerusalemme."
L'enorme dimensione del Leviatano è descritta da Johanan bar Nappaha, dal quale provenivano quasi tutti gli aggadot riguardanti questo mostro: "Una volta salimmo su una nave e vedemmo un pesce che mise la testa fuori dall'acqua. Aveva delle corna sulle quali era scritto: 'Io sono una delle creature più meschine che abitano il mare. Sono lungo trecento miglia ed entro oggi nelle fauci del Leviatano'".
Quando il Leviatano ha fame, riferisce Rabbi Dimi in nome di Rabbi Johanan, emette dalla sua bocca un calore così grande da far ribollire tutte le acque dell'abisso, e se mettesse la testa in Paradiso nessuna creatura vivente potrebbe sopportare l'odore di lui. La sua dimora è il Mar Mediterraneo; e le acque del Giordano gli cadono in bocca.
In una leggenda registrata nel Midrash chiamata Pirke de-Rabbi Eliezer si afferma che il pesce che inghiottì Giona aveva evitato, per un pelo, di essere mangiato dal Leviatano, che mangia una balena ogni giorno.
Il corpo del Leviatano, in particolare i suoi occhi, possiede un grande potere illuminante. Questa era l'opinione di Rabbi Eliezer, il quale, nel corso di un viaggio in compagnia di Rabbi Joshua, spiegò a quest'ultimo, spaventato dall'apparizione improvvisa di una luce brillante, che probabilmente proveniva dagli occhi del Leviatano. Riferì il suo compagno alle parole di Giobbe 41:18: "Per i suoi bisogni risplende una luce e i suoi occhi sono come le palpebre del mattino". Tuttavia, nonostante la sua forza soprannaturale, il leviatano ha paura di un piccolo verme chiamato "kilbit", che si aggrappa alle branchie di grandi pesci e li uccide.
Nel piyyut (poema religioso) dell'XI secolo, Akdamut, recitato a Shavuot (Pentecoste), si prevede che, alla fine, Dio ucciderà il Leviatano, che è descritto come dotato di "potenti pinne" (quindi non un serpente o un coccodrillo), e sarà servito come sontuoso banchetto per tutti i giusti in Paradiso.
Nello Zohar, il Leviatano è una metafora dell'illuminazione. Lo Zohar osserva che la leggenda dei giusti che mangiano la pelle del Leviatano alla fine dei giorni non è letterale, ma solo una metafora dell'illuminazione. Lo Zohar specifica anche in dettaglio che il Leviatano ha una compagna.
Secondo Abraham Isaac Kook, il Leviatano è una singolare creatura senza compagno, "la sua coda è posta nella sua bocca" (Zohar) "attorcigliando e abbracciando il mondo intero" (Rashi su Baba Batra 74b) che proietta una vivida metafora per l'unità sottostante dell'universo. Questa unità sarà rivelata solo in futuro, quando i giusti banchetteranno con il Leviatano.

## Cristianesimo

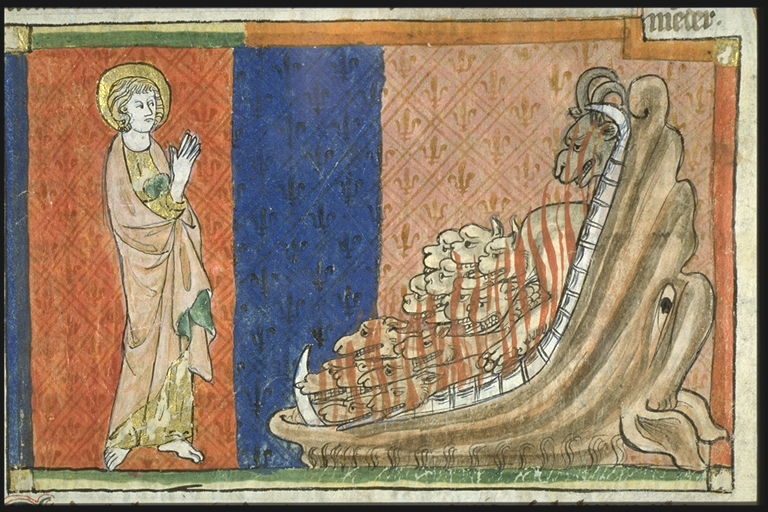
San Giovanni vede il diavolo, vinto per sempre, gettato all'inferno con la Bestia e il falso profeta

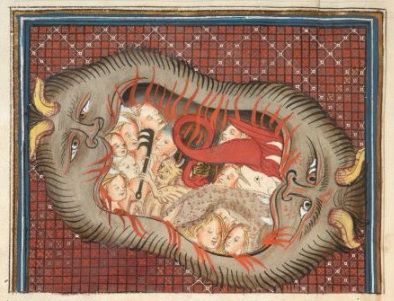
La bocca dell'inferno, nel "La vita di San Giovanni e l'Apocalisse", 1400 circa

Il Leviatano può anche essere usato come immagine del diavolo, mettendo in pericolo sia le creature di Dio, tentando di mangiarle, sia la creazione di Dio, minacciandola di sconvolgimenti nelle acque del Caos. Un "Drago" (Drakon), essendo la traduzione usuale per il Leviatano nella Septuaginta, appare nel Libro dell'Apocalisse. Sebbene l'Antico Testamento non identifichi da nessuna parte il Leviatano con il diavolo, il drago a sette teste nel Libro dell'Apocalisse lo è. Con questo la battaglia tra Dio e i mostri del caos primordiale, si trasforma in una battaglia tra Dio e il diavolo. Solo una volta, nel Libro di Giobbe, il Leviatano è tradotto come "mostro marino" (ketos).
Nel capitolo seguente, una bestia a sette teste, descritta con le stesse fattezze del drago precedente, sorge dalle acque dotando di potere una bestia della Terra. Dividere le bestie in un mostro d'acqua e uno di terra arida è probabilmente un richiamo alla mostruosa coppia Leviatano e Behemoth. Secondo Isaia 27:1, il dragone sarà ucciso da Dio nell'ultimo giorno e gettato nell'abisso. L'annientamento del mostro-caos si traduce in un nuovo mondo di pace, senza alcuna traccia di male.
San Tommaso d'Aquino descrisse il Leviatano come il demone dell'invidia, primo nel punire i peccatori corrispondenti (Expositio super Iob ad litteram). Anche Peter Binsfeld classificò il Leviatano come il demone dell'invidia, precisamente uno dei sette Principi dell'Inferno, corrispondenti ai sette peccati capitali. Il Leviatano è stato associato, e potrebbe essere stato originariamente indicato dal motivo visivo della Bocca dell'Inferno, ad un animale mostruoso nella cui bocca i dannati scompaiono al Giudizio Universale, con riferimento nell'arte anglosassone dell'800 d.C., e più tardi in tutta Europa.
La revisione americana della Bibbia standard suggerisce in una nota a Giobbe 41:1 che il leviatano potrebbe essere associato al coccodrillo, e in una nota a Giobbe 40:15, che Behemoth potrebbe essere un nome per l'ippopotamo.

## Gnosticismo

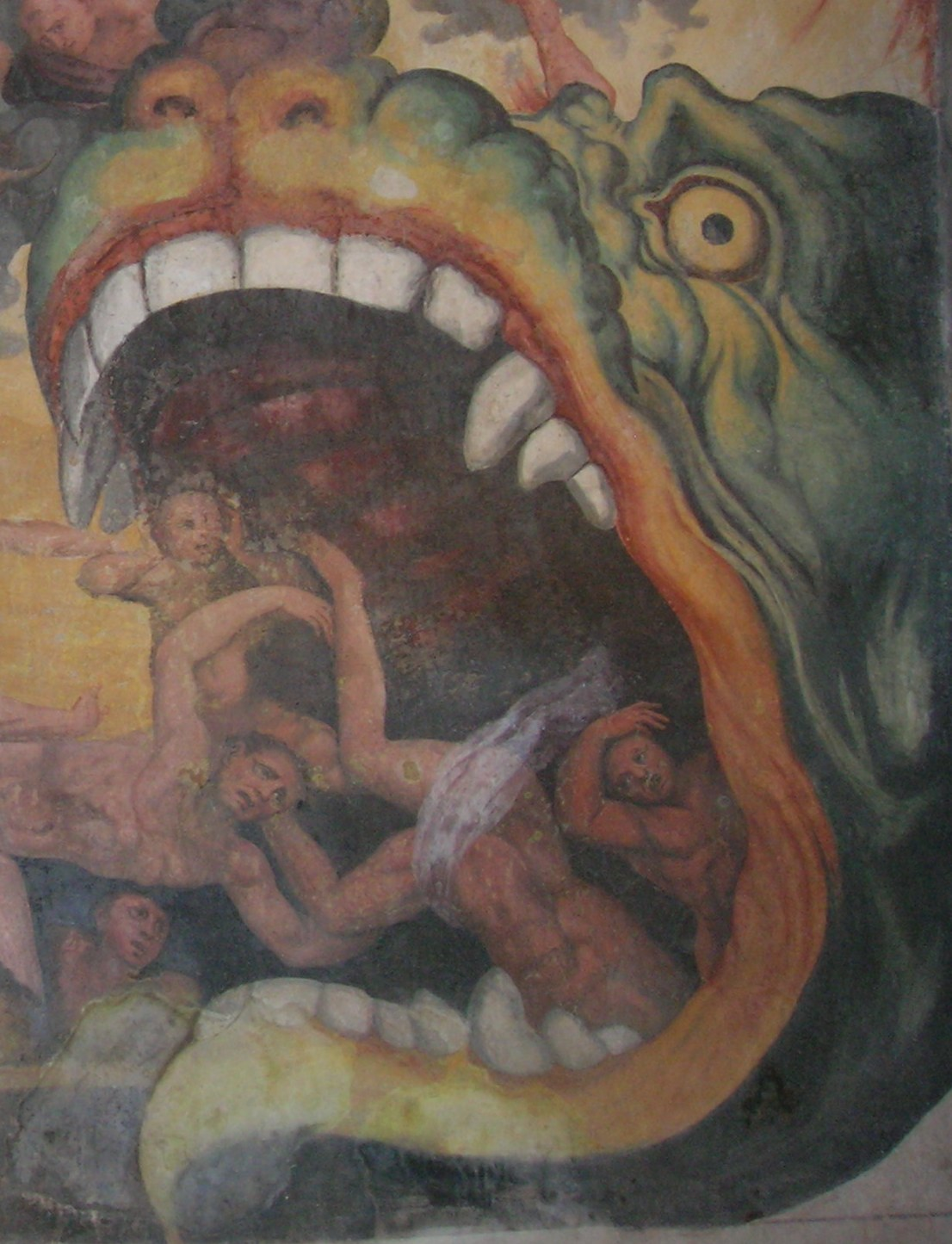
La bocca dell'inferno nell'affresco Giudizio Universale, di Giacomo Rossignolo, c. 1555

Il teologo antico Origene accusò una setta gnostica di venerare il serpente biblico del Giardino dell'Eden. Pertanto, li chiama Ofiti, dal nome del serpente che dovrebbero adorare. In questo sistema di credenze, il Leviatano appare come un Uroboro, che separa il regno divino dall'umanità, avvolgendo o permeando il mondo materiale. Non sappiamo se gli Ofiti identificassero o meno il serpente del Giardino dell'Eden con il Leviatano. Tuttavia, poiché il Leviatano è fondamentalmente connotato negativamente in questa cosmologia gnostica, se lo identificavano con il serpente del Libro della Genesi, probabilmente era davvero considerato malvagio e solo il suo consiglio era buono.
Secondo la cosmologia di questa setta gnostica, il mondo è incapsulato dal Leviatano, sotto forma di un arconte a forma di drago, che si morde la coda (ouroboros). Generando il male intrinseco nell'intero universo, il Leviatano separa il mondo inferiore, governato dagli Arconti, dal regno di Dio. Dopo la morte, un'anima deve passare attraverso le sette sfere dei cieli. Se l'anima non riesce, sarà inghiottita dal Leviatano, che tiene prigioniero il mondo e riporta l'anima in un corpo animale.
Nel Mandeismo, il Leviatano è considerato coessenziale con un demone chiamato Ur .
Nel Manicheismo, un'antica religione influenzata dalle idee gnostiche, il Leviatano viene ucciso dai figli dell'angelo caduto Shemyaza. Questo atto non è dipinto come eroico, ma come sciocco, poiché simboleggia il grande trionfo come transitorio, poiché entrambi i figli vengono uccisi a turno dagli arcangeli dopo essersi vantati della loro vittoria. Ciò riflette la critica manichea sul potere reale e sostiene l'ascetismo .

## Uso moderno

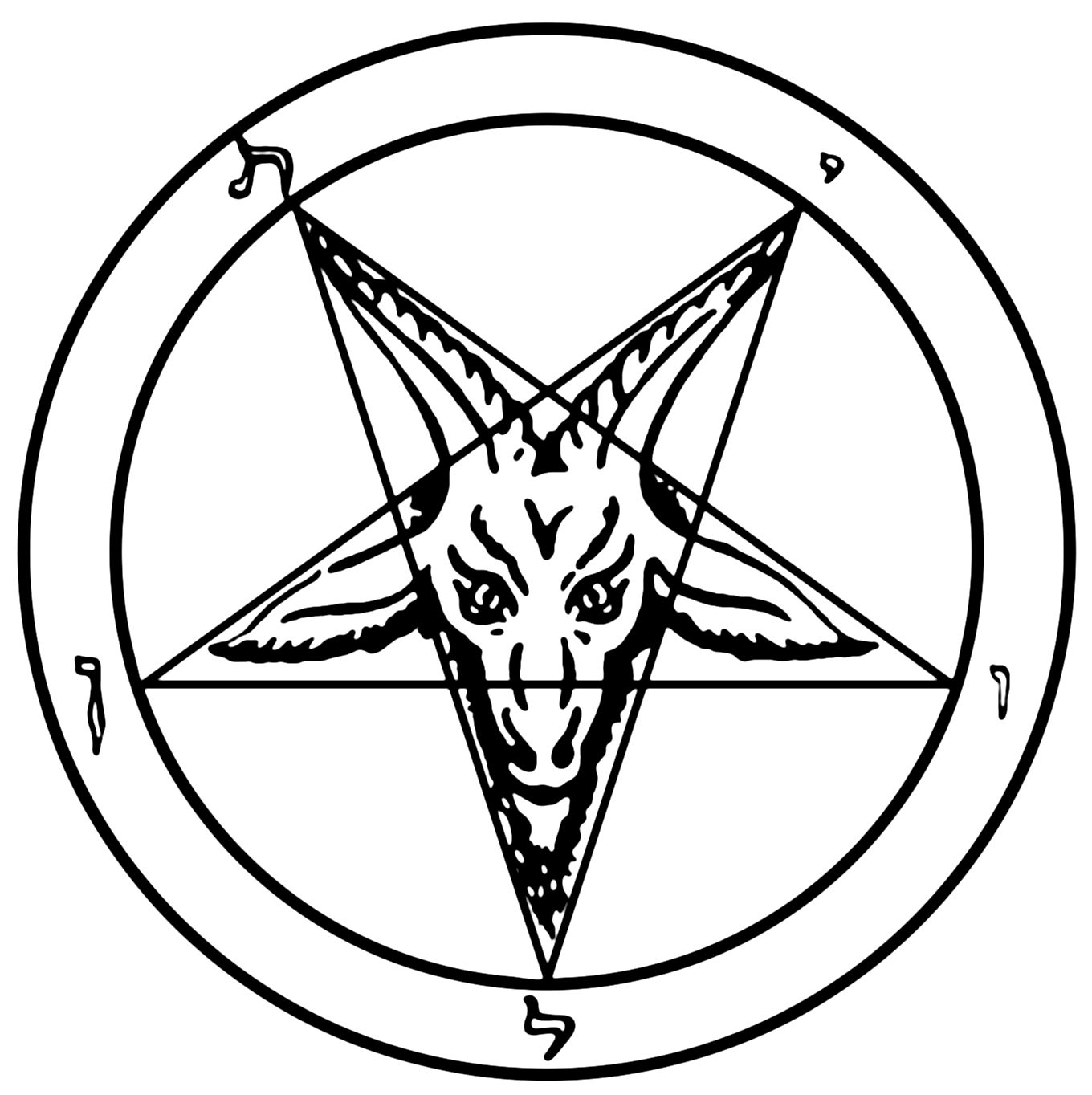
Il Sigillo di Bafometto, che presenta il nome ebraico di Leviatano, לויתן

La parola Leviatano è arrivata a riferirsi a qualsiasi mostro marino, e dall'inizio del XVII secolo è stata anche usata per riferirsi a persone o cose straordinariamente potenti (paragonabili a Behemoth o Juggernaut), influenzati dal libro di Hobbes (1651). 
Come termine per mostro marino, è stato usato anche per le grandi balene in particolare, ad esempio in Moby Dick di Herman Melville. Sebbene nella prima traduzione ebraica del romanzo, il traduttore Elyahu Burtinker abbia scelto di tradurre "Whale" in "Tanin" (con l'intenzione di riferirsi a un altro mostro marino sebbene nell'uso ebraico moderno Tanin si traduca più comunemente in "coccodrillo"), lascia la parola "Leviatano" così com'è, accennando all'ambiguità della parola "לויתן" che nell'ebraico moderno ora significa semplicemente "balena".

### La Bibbia Satanica
Anton LaVey in The Satanic Bible (1969) ha rappresentato il Leviatano come l'elemento dell'acqua e la direzione dell'ovest, elencandolo come uno dei quattro principi ereditari dell'inferno. Questa associazione è stata ispirata dalla gerarchia demoniaca del Libro della Magia Sacra di Abra-Melin il Mago. La Chiesa di Satana usa le lettere ebraiche in ciascuno dei punti del Sigillo di Baphomet per rappresentare il Leviatano. Partendo dal punto più basso del pentagramma, e leggendo in senso antiorario, la parola si legge "לויתן": (Nun, Tav, Yod, Vav, Lamed) ebraico per "Leviathan".

### Filosofia

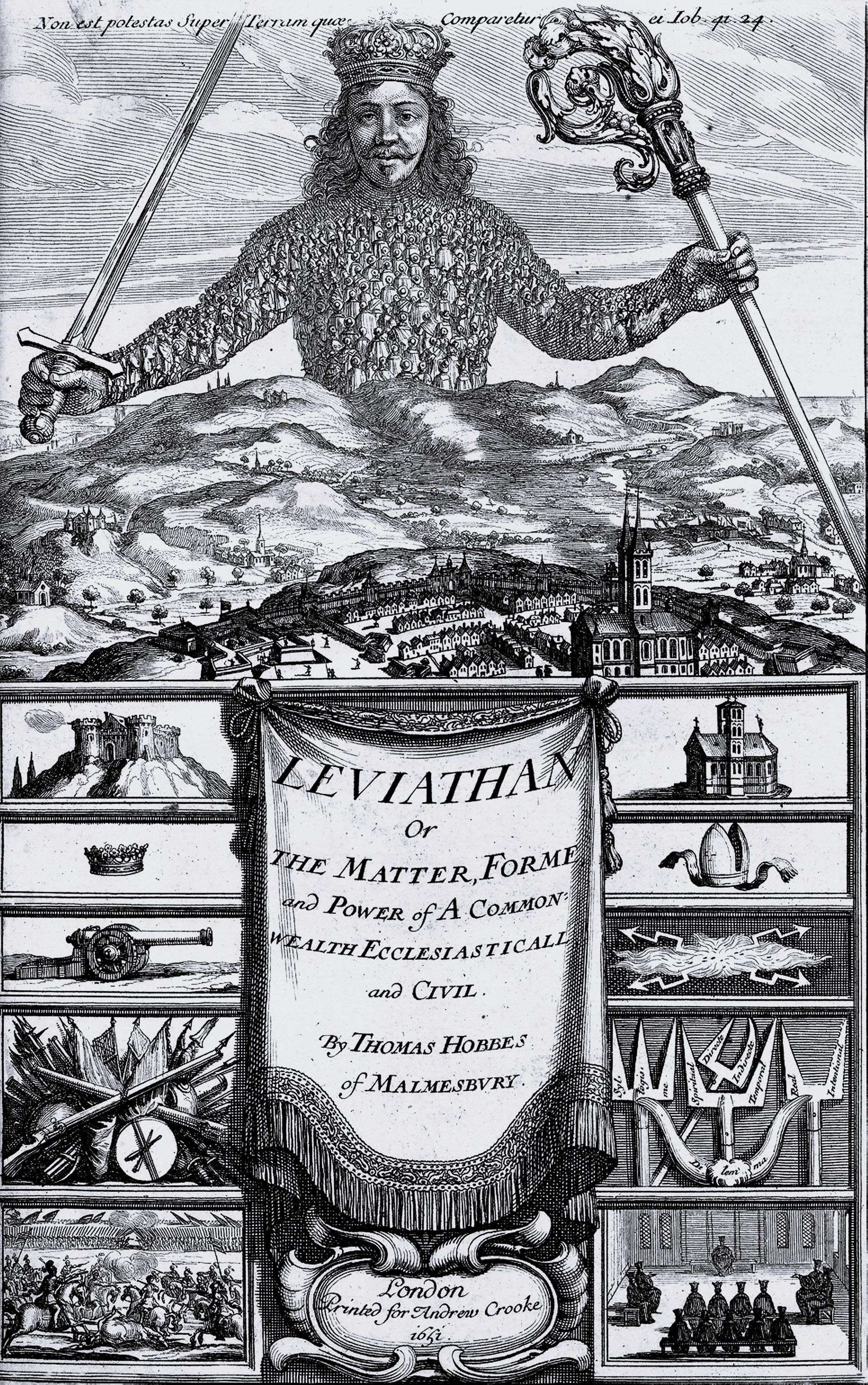
Frontespizio dell'opera di Thomas Hobbes Leviatano

Leviatano (Leviathan) è un'opera di filosofia politica scritta da Thomas Hobbes nel 1651. Il Leviatano rappresenta simbolicamente lo Stato come un grande corpo le cui membra sono i singoli cittadini. Tale è il senso della copertina del trattato che raffigura il Leviatano contenente nei pezzi del suo vestito altrettanti cittadini-sudditi. Tale opera è considerata la teorizzazione e l'atto costitutivo dello Stato assoluto moderno. L'autorità dello Stato è pari alla porzione di libertà individuale che ognuno gli delega con la rinunzia, per vivere in pace, ad esercitare i corrispondenti diritti collegati a tale libertà.